# عوامل خطرساز سرطان لوزالمعده

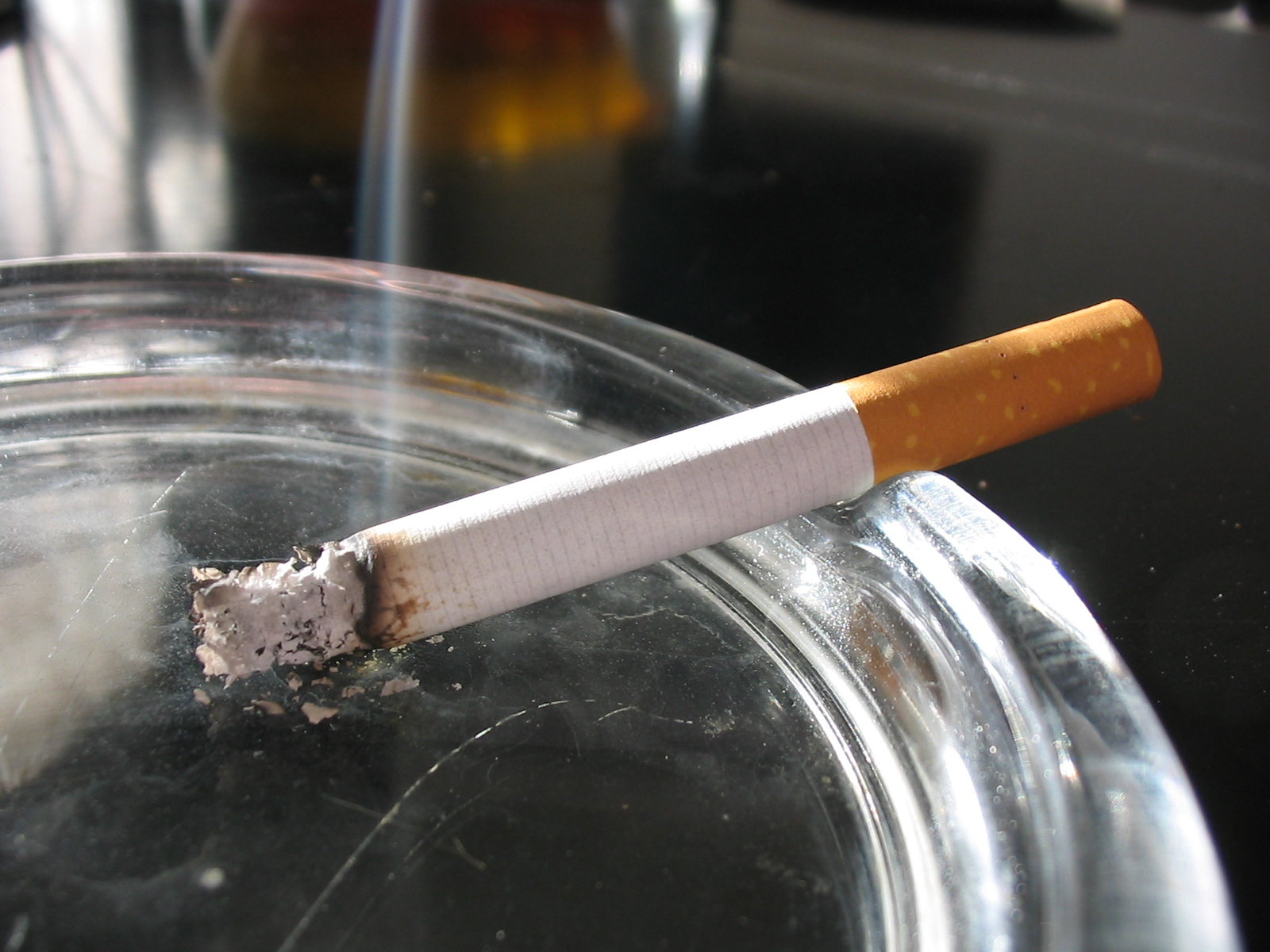
سیگار کشیدن قوی‌ترین عامل خطرساز سرطان لوزالمعده است.

سرطان لوزالمعده یا سرطان پانکراس (به انگلیسی: Pancreatic cancer) نوعی سرطان است که در اثر تکثیر و رشد کنترل‌نشدهٔ سلول‌های بافت غدهٔ لوزالمعده (که پشت معده قرار دارد) پدید می‌آید و یک توده تشکیل می‌دهد. این سلول‌های سرطانی توانایی حمله به دیگر بخش‌های بدن را دارند. چندین نوع متفاوت از سرطان لوزالمعده وجود دارد.
عوامل خطرساز بروز آدنوکارسینوم لوزالمعده به شرح زیر است:

## استعمال دخانیات
استعمال دخانیات مهمترین و قوی‌ترین عامل خطرسازِ قابل اجتناب برای سرطان لوزالمعده است. دلیلِ اصلی ایجاد سرطان در اثر استعمال دخانیات، مواد سرطان‌زای متعدد، به‌ویژه آمین‌های آروماتیک است که در دود تنباکو وجود دارد و در لوزالمعده متابولیزه می‌گردد و در نتیجه، ترکیباتی ایجاد می‌شود که با دی‌ان‌ای ترکیب شده و منجر به افزایش احتمال جهش‌های ژنتیکی و در نهایت سرطان لوزالمعده می‌شود. یک مرور سیستماتیک بر روی مطالعات انجام شده که در مجموع ۱۳٫۰۰۰ بیمار را در بر می‌گرفت، نشان داد که کشیدن سیگار، خطر ابتلا به سرطان لوزالمعده را تقریباً ۲٫۲ برابر می‌کند. این خطر با تعداد سیگارهای مصرفی و سال‌های مصرف سیگار افزایش می‌یابد. تقریباً ۲۵ تا ۳۰ درصد سرطان‌های لوزالمعده در اثر مصرف سیگار ایجاد می‌شود. این خطر پس از ترک سیگار به آرامی کاهش می‌یابد و حدود ۲۰ سال طول می‌کشد تا تقریباً به میزان ابتلای افراد غیر سیگاری‌ بازگردد. آلاینده هوای غیرفعال (دودِ دستِ دوم) احتمالاً اندکی خطر ابتلا به سرطان لوزالمعده را افزایش می‌دهد.

شاخص توده بدنی - اضافه‌وزن و چاقی از عوامل خطرساز مهم اما قابل اصلاح برای سرطان لوزالمعده هستند.

## چاقی
اضافه وزن و چاقی از عوامل خطرساز مهم اما قابل اصلاح برای ایجاد سرطان لوزالمعده هستند. اضافه وزن (شاخص توده بدنی ۲۵ تا ۳۰) خطر ابتلا به این بیماری را ۱٫۳ برابر افزایش می‌دهد و چاقی (شاخص توده بدنی ۳۰ یا بیشتر) این خطر را ۱٫۷ تا ۲  برابر افزایش می‌دهد. در برخی از جمعیت‌ها، تخمین زده می‌شود که تا ۲۵ درصد موارد سرطان لوزالمعده ناشی از اضافه وزن و چاقی باشد. چاقی همچنین با افزایش خطر مرگ ناشی از سرطان لوزالمعده مرتبط است.

## سابقهٔ خانوادگی
حدود ۵ تا ۱۰ درصد موارد سرطان لوزالمعده یک زمینهٔ ارثی دارد که در آن افراد مبتلا، سابقه خانوادگی سرطان لوزالمعده را دارند. اگر بیش از یک نفر از بستگان درجه یک مبتلا به این بیماری باشند، خطر بروز به‌شدت افزایش می‌یابد و اگر آن عضو خانواده پیش از ۵۰ سالگی به سرطان مبتلا شده باشند، خطر ابتلا در عضو دیگر خانواده دچار افزایش اندکی می‌شود. اگر در فردی، سابقهٔ سرطان لوزالمعده در دو نفر از بستگان درجهٔ اولش وجود دشته باشد، خطر ابتلا به بیماری در خودش ۱۸ برابر می‌شود و اگر ۳ نفر از خویشاوندان درجهٔ اول پیش‌تر به سرطان لوزالمعده مبتلا بوده‌اند، خطر ابتلا در خودش تا ۵۷ برابر افزایش می‌یابد. بسیاری از ژن‌های درگیر هنوز شناسایی نشده‌اند. پانکراتیت ارثی خطر ابتلا به سرطان لوزالمعده در طول زندگی را به میزان ۳۰ تا ۴۰ درصد تا حوالی ۷۰ سالگی افزایش می‌دهد. غربالگری برای کشف سرطان لوزالمعده در مراحل اولیه ممکن است به دلایل پژوهشی به افراد مبتلا به پانکراتیت ارثی پیشنهاد شود. برخی از افراد ممکن است تصمیم بگیرند که لوزالمعده خود را برای جلوگیری از ایجاد سرطان در آینده با جراحی خارج کنند.

### سندرم‌های ارثی نادر
سرطان لوزالمعده با برخی از سندرم‌های ارثی نادر مرتبط است:
- سندرم پوتز-جگرز به دلیل جهش در ژن سرکوب‌گر تومور STK11. سندرم پوتز-جگرز یک اختلال ژنتیکی نادر است که شخص طی آن، به‌شدت مستعد ابتلا به تومورهای بدخیم می‌شود؛ از جمله سرطان معده، سرطان روده کوچک و سرطان روده بزرگ، لوزالمعده، سرطان مری، سرطان پستان، سرطان دهانه رحم، سرطان آندومتر، سرطان تخمدان، سرطان ریه و سرطان بیضه.[۲۴][۲۵] خطر ابتلا به سرطان لوزالمعده در سندرم پوتز-جگرز ۷۶ برابر بیشتر است و خطر ابتلا به سرطان لوزالمعده در سن ۷۰ سالگی، ۲۶ درصد است.[۲۶][۲۷]
- سندرم خال دیسپلاستیک به‌دلیل جهش در ژن سرکوب‌گر تومور پی۱۶. این بیماری که با نام سندرم خال‌های آتیپیک هم شناخته می‌شود، سندرمی است که با ایجاد خال‌های نامعمول بسیار زیاد (بیش از ۵۰ تا ۱۰۰) و افزایش استعداد ابتلا به ملانوم مشخص می‌شود. این سندرم ناشی از جهش ژن CDKN2A است که یک ژن سرکوبگر تومور است و بر روی کروموزوم ۹ قرار دارد. سندرم خال دیسپلاستیک با افزایش ۲ تا ۲۸ برابری خطر ابتلا به  ملانوم در بیماران بدون سابقه خانوادگی ملانوم و افزایش خطر ۱۵۰ برابری در بیماران با سابقه خانوادگی ملانوم همراه است.[۲۸] خطر ابتلا به سرطان لوزالمعده در این مبتلایان به این سندرم ۱۳ تا ۲۲ برابر بیشتر از خطر آن در جمعیت عادی است.[۲۶][۲۹] تخمین زده می‌شود که احتمال ابتلا به ملانوما در سن ۸۰ سالگی، ۶۰ تا ۸۰ درصد و احتمال ابتلا به سرطان لوزالمعده در سن ۷۵ سالگی، تقریباً ۲۰ درصد است.[۲۶]
- آتاکسی-تلانژکتازی یک بیماری نادر ژنتیکی است که به‌صورت اتوزومال مغلوب به ارث می‌رسد و در آن احتمال بروز سرطان‌های خون، لنفوم[۳۰] و برخی دیگر از انواع سرطان از جمله سرطان پستان[۳۰] و سرطان لوزالمعده زیاد است.[۳۱][۳۲]
- سندرم لی-فرامینی یک اختلال ژنتیکی اتوزومال غالب که در آن خطر بروز سرطان های متعددی در نقاط مختلف بدن از جمله سرطان لوزالمعده افزایش می‌یابد.[۳۳]
- جهش‌های ارثی اتوزومال غالب در ژن‌های در BRCA2 و PALB2. ژن BRCA2، یک ژن سرکوب‌کننده تومور است که جهش آن با خطر بسیار بالای ابتلا به سرطان پستان و تخمدان و همچنین خطر ابتلا به سرطان مجرای صفراوی، سرطان کیسه صفرا، سرطان پروستات، سرطان معده و سرطان لوزالمعده همراه است. نشان داده شده است که خطر نسبی ابتلا به سرطان لوزالمعده در «جهش ۳٫۵۱» این ژن افزایش می‌یابد.[۳۴] خطر ابتلا به سرطان‌های غیر از سرطان پستان یا تخمدان با جهش BRCA1 کم است، اگرچه خطر ابتلا به سرطان لوزالمعده در اثر جهش این ژن هم افزایش می‌یابد.[۳۵]
- سرطان غیرپولیپی ارثی روده بزرگ (سندرم لینچ) یک اختلال ژنتیکی مستعدکننده به سرطان است که عمدتاً با افزایش خطر ابتلا به سرطان روده بزرگ و آندومتر و همچنین سرطان لوزالمعده همراه است.[۳۶] سندرم لینچ خطر ابتلا به سرطان لوزالمعده را هفت برابر بیشتر می‌کند.[۳۷][۳۸]
- پولیپوز آدنوماتوز خانوادگی یک اختلال ژنتیکی است که فرد را مستعد ابتلا به سرطان می‌کند و در اثر جهش در ژن APC ایجاد می‌شود. این سندرم شامل رشد پولیپ‌های متعدد در تمام طول روده بزرگ و کوچک و همچنین در معده است و شخص مبتلا، به‌شدت در معرض سرطان روده بزرگ است که خطر ابتلا به آن تقریباً ۱۰۰٪ است.[۳۹] پولیپ در ۵۰ درصد بیماران تا سن ۱۵ سالگی و ۹۵ درصد از بیماران تا سن ۳۵ سالگی حضور دارند.[۴۰] سرطان روده بزرگ به‌طور متوسط در حدود ۳۵ سالگی و به ندرت پیش از ۲۰ سالگی ظاهر می‌شود.[۴۰] پولیپ‌های آدنوماتوز خانوادگی همچنین با سایر تومورهای بدخیم و خوش‌خیم، از جمله سرطان تیروئید، آدنوکارسینوم روده کوچک، بلاستوم کبدی، سرطان لوزالمعده، سرطان معده، برخی تومورهای غدد فوق کلیوی، آدنوم غدد فوق کلیوی و تومورهای مغزی به‌ویژه مدولوبلاستوما همراه است.[۴۰] خطر ابتلا به سرطان لوزالمعده در این بیماران ۴٫۵ برابر بیشتر از جمعیت عادی است.[۴۱][۴۲][۴۳]

بروز تومور نوراندوکرین لوزالمعده نیز با نئوپلازی متعدد آندوکرین نوع ۱ و بیماری فون هیپل لیندو مرتبط است.

## پانکراتیت

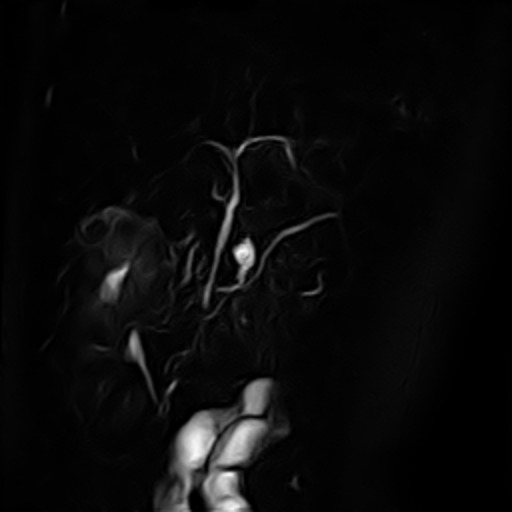
نمایی از نئوپلاسم پاپیلاری موسینی داخل مجاری در یک تصویر ام‌آرسی‌پی. یک فضای کیست‌مانند در مجاورت مجرای لوزالمعده قابل مشاهده است.

پانکراتیت مزمن یک بیماری التهابی پیشروندهٔ لوزالمعده است که منجر به فیبروز و در نتیجه نارسایی بخشِ برون‌ریز می‌شود که با دردهای مزمن شکمی شدید، اسهال مزمن و سوءتغذیه همراه است و همچنین ممکن است نارسایی غدد درون‌ریز را در پی داشته باشد که منجر به دیابت ثانویه می‌شود. علت اصلیِ پانکراتیت مزمن مصرفِ بیش از حدِ الکل است و سیگار کشیدن و پانکراتیت‌های حاد مکرر نیز در ایجاد آن نقش دارند.
پانکراتیت مزمن خطر ابتلا به سرطان لوزالمعده را ۱۳ برابر افزایش می‌دهد. سرطان پس از یک دوره ۱۰ تا ۲۰ ساله از پانکراتیت مزمن ایجاد می‌شود. البته باید توجه داشت که پانکراتیت مزمن یک علت نسبتاً ناشایع سرطان لوزالمعده است که حدود ۵ تا ۱۰ درصد از بیماران مبتلا به این پانکراتیت مزمن را گرفتار می‌کند. پانکراتیت مزمن چه به دلیل مصرف الکل باشد و چه دلایل غیر الکلی داشته باشد، با افزایش خطر ابتلا به این سرطان همراه است.
پانکراتیت ارثی یک بیماری ژنتیکی است که به شیوهٔ اتوزومال غالب به ارث می‌رسد. شایع‌ترین ژن جهش‌یافت در این بیماری، ژن PRSS1 است. این بیماری با حملات مکرر و متعدد پانکراتیت حاد مشخص می‌شود که در دوران کودکی یا نوجوانی آغاز می‌شود. این حملات مکرر منجر به ایجاد پانکراتیت مزمن در دوران نوجوانی یا اوایل بزرگسالی و در نتیجه افزایش خطر ابتلا به سرطان لوزالمعده می‌شود. سرطان معمولاً در دهه پنجم زندگی ایجاد می‌شود و در ۲۵ تا ۴۰ درصد از بیماران رخ می‌دهد.
پانکراتیت استوایی نوعی پانکراتیت مزمن است که عمدتاً در مناطق گرمسیری و با علتی ناشناخته رخ می‌دهد. جهش ژن SPINK1 در ۲۰ تا ۵۰ درصد این بیماران شناسایی شده است. این بیماری معمولاً در سنین پایین دیده می‌شود و منجر به درد مزمن شکم و دیابت ثانویه می‌گردد. این نوع پانکراتیت با افزایش احتمال بروز سرطان لوزالمعده همراه است اما تخمین خطر بروز سرطان لوزالمعده در این بیماران دشوار است. در مطالعات انجام شده طی یک پیگیری هشت ساله، ۸٫۳٪ از بیماران مبتلا به پانکراتیت استوایی بعداً به سرطان لوزالمعده مبتلا شدند.

## دیابت
دیابت یک عامل خطرساز برای سرطان لوزالمعده است و (همان‌طور که در بخش علائم و نشانه‌ها ذکر شد) دیابتِ نوظهور ممکن است نشانهٔ اولیهٔ این سرطان باشد. افرادی که بیش از ۱۰ سال مبتلا به دیابت نوع ۲ بوده باشند، ممکن است در مقایسه با افراد بدون دیابت، ۵۰ درصد بیشتر در معرض خطر این سرطان باشند. برخی مطالعات، از جمله یک متاآنالیز، میزان این خطر را بیشتر دانسته و نشان داده‌اند که دیابت، خطر ابتلا به سرطان لوزالمعده را ۱٫۵ تا ۲ برابر افزایش می‌دهد. دیابت سومین عامل خطرسازِ قابلِ اصلاح برای این بیماری، پس از سیگار و چاقی است. 
برای نقش متفورمین و سایر داروهای ضد دیابت، بخش پیشگیری و غربالگری را ببینید.
بعضی پژوهشگران بر این باورند که دیابت عارضه سرطان لوزالمعده است و نه عامل ایجادکنندۀ آن. به عنوان مثال، در یک مطالعه که ۵۱۲ موردِ جدید از سرطان لوزالمعده را با ۹۳۳ فرد کنترل با سنِ مشابه بررسی نمود؛ در مقایسه با گروهِ شاهد، دیابت در موارد سرطان لوزالمعده شیوع بیشتری داشت (۴۷ در مقابل ۷ درصد) و احتمال تشخیص آن در دو سال قبل بیشتر بود (۷۴ در مقابل ۵۳ درصد). پس از جراحی ویپل، دیابت در ۱۷ بیمار از ۳۰ بیمار مبتلا به دیابتِ نوظهور (۵۷ درصد) برطرف شد، در حالی که شیوع آن در ۱۱ بیمار که دیابتِ مزمن طولانی‌مدت داشتند، بدون تغییر ماند. با این حال، شواهد روزافزون دیگری نشان داده است که متابولیسم غیرطبیعی گلوکز، مقاومت به انسولین و هایپرانسولینمی، پیش از آنکه عارضۀ سرطان تحت‌بالینی باشند، عوامل ایجادکنندۀ سرطان لوزالمعده هستند. مکانیسم زیربنایی این ارتباط نامشخص است. با این حال، دست‌کم برخی از داده‌های کنونی نشان می‌دهد که افزایش خطر ابتلا به سرطان لوزالمعده در بیماران مبتلا به بیماری‌های متابولیک مانند دیابت نوع ۲ و سایر حالت‌های مقاومت به انسولین و همچنین چاقی ممکن است مربوط به کاهش سطح یک هورمون پپتیدی پلاسما به‌نام آدیپونکتین باشد. هورمونی که از بافت چربی ترشح می‌شود و حساس‌کنندهٔ سلول‌ها به انسولین و دارای خواص ضد التهاب است. در سال ۲۰۲۱، ونتوری گزارش داد که لوزالمعده قادر به جذب مقدار زیادی سزیم رادیواکتیو (سزیم-۱۳۴ و سزیم-۱۳۷) است که باعث پانکراتیت مزمن و احتمالاً سرطان لوزالمعده با آسیب به جزایر لوزالمعده می‌شود و همچنین بروز دیابت نوع ۳سی (پانکراتوژنیک) می‌شود. پانکراتیت مزمن، سرطان لوزالمعده و دیابت در جمعیت‌های آلوده به سزیم رادیواکتیو، به ویژه کودکان و نوجوانان، پس از حوادث هسته‌ای فوکوشیما و چرنوبیل افزایش یافت. در عین حال، بیماری‌های لوزالمعده، دیابت و سزیم رادیواکتیو محیطی در سراسر جهان در حال افزایش است.

## عوامل محیطی و مواجهه‌های شغلی
بین مصرف کادمیم — چه از طریق کشیدن سیگار یا بودن در معرض جوشکاری و لحیم‌کاری یا خوردن آب و غذای آلوده — و افزایشِ احتمالِ بروز سرطان لوزالمعده ارتباط ضعیفی گزارش شده است.
همچنین افزایش خطر ابتلا به سرطان لوزالمعده در نتیجه مواجهه شغلی با هیدروکربن‌های کلردار، آفت‌کش‌ها (به ویژه حشره‌کش‌های حاوی پلی‌کلر)، فرمالدئید، حلال‌های آلی، هیدروکربن‌های آروماتیک چند حلقه‌ای، ترکیبات کروم و ذرات سیلیس مشاهده شده است. با این حال، سهم این مواد شیمیایی در ایجاد سرطان لوزالمعده نسبتاً کم است و شاید تقریباً ۵٪ موارد را تشکیل دهند. علاوه بر این، تفکیک تأثیر این مواد شیمیایی از اثرات سوء دود سیگار، که یک عامل خط رایج‌تر است، بسیار دشوار است.

## عفونت‌ها
تا به امروز، هیچ مدرک محکم و مستدلی وجود ندارد که ارتباط مستقیم میان سرطان لوزالمعده با عفونت هلیکوباکتر پیلوری را به‌طور یقین اثبات کند. با این حال برخی پژوهشگران مشکوک بودند که عفونت هلیکوباکتر پیلوری ممکن است یک عامل خطرساز در ایجاد سرطان لوزالمعده باشد. نتایج مطالعاتی که رابطه بین عفونت هلیکوباکتر پیلوری و سرطان لوزالمعده را ارزیابی می‌کنند، متناقض است: چندین مطالعه، از جمله چند متاآنالیز، افزایش خطر ابتلا به سرطان لوزالمعده را با این عفونت نشان داده‌اند، به‌ویژه در رابطه با نقش سیتوتوکسین CagA در این باکتری.  از طرف دیگر، برخی از مطالعات هیچ ارتباط آماری معناداری را بین CagA و سرطان لوزالمعده نشان نمی‌دهند. به نوبه خود، مطالعات دیگر هیچ ارتباطی بین عفونت و سرطان یا حتی فرضیهٔ خطر کمتر این سرطان در جمعیت‌های آسیایی نشان نمی‌دهد. برخی از داده‌ها، ارتباطی میان این سرطان با میکروبیوم دهان ناشی از بهداشتِ ضعیفِ دندان پیدا کرده‌اند که البته این شواهد علمی بسیار محدود و اندک است.

## سن، جنس وقومیت
خطر ابتلا به سرطان لوزالمعده با بالا رفتن سن افزایش می‌یابد. بیشتر موارد این سرطان در افراد مسن و پس از ۶۵ سالگی رخ می‌دهد  و احتمال بروز بیماری زیر ۵۵–۵۰ سالگی کم است (۱۰٫۴ در ۱۰۰٬۰۰۰) اما به‌سرعت به ۷۳٫۵ در ۱۰۰٬۰۰۰ در سن ۷۵–۷۹ سالگی افزایش می‌یابد.. در واقع ۹۰٪ بیماران بالای ۵۰ سال سن دارند، تنها ۱۳٪ بیماران در زمان تشخیص زیر ۶۰ سال سن دارند و بیش از ۵۰٪ آنها بالای ۷۵ سال هستند. این بیماری در مردان (۱۳٫۵ در ۱۰۰٬۰۰۰) کمی بیشتر از زنان (۱۰٫۸ در ۱۰۰٬۰۰۰) دیده می‌شود. در ایالات متحده آمریکا، میزان وقوع آن در سیاه‌پوستان آمریکا بیش از ۱٫۵ برابر شایع‌تر است، اگرچه بروز این سرطان در قارهٔ آفریقا کم است.

## رژیم غذایی
هنوز به‌طور واضح ثابت نشده است که رژیم غذایی خاصی (جدای از مسئلهٔ چاقی) خطر ابتلا به سرطان لوزالمعده را افزایش دهد. آنچه واضح است، این است که دریافت مقادیرِ بیش از حدِ کالری در ایجاد چاقی و دیابت نوع ۲ (که هر دو که از عوامل خطرساز سرطان لوزالمعده هستند) نقش دارد. برخی عوامل غذایی که مطابق شواهد خطر بروز این سرطان را کمی افزایش می‌دهند، عبارتند از: گوشت‌های فرآوری‌شده (مثل سوسیس و کالباس)، مصرف بیش از حدِ چربی‌ها به ویژه چربی‌های اشباع و گوشت قرمز و همچنین گوشت‌های پخته‌شده در دمای بسیار بالا (همچون سرخ کردن، یا هرگونه کبابی کردن روی آتش یا اجاق خانگی).  البته بررسی‌های ضد و نقیضی از تفاوت آماری ابتلا در زنان و مردان و همچنین ارتباط مصرف گوشت قرمز با سرطان موجود است. به‌عنوان مثال، مطالعه‌ای که توسط ژورنال بین‌المللی سرطان در سال ۲۰۱۳ انجام شد، هیچ رابطه آماری معناداری میان مصرف گوشت قرمز و سرطان لوزالمعده پیدا نکرد. علاوه بر آن هیچ ارتباط مستقیمی با افزایش خطر سرطان در جنس مذکر یافت نشد و تنها ارتباط مثبتی بین مصرف گوشت قرمز با افزایش احتمال ابتلا به سرطان لوزالمعده در زنان مشاهده شد؛ آن هم پس از محدود کردن مطالعه به مواردی که حضور سلول‌های سرطانی در بافت لوزالمعده با بررسیِ میکروسکوپی اثبات شده بود.

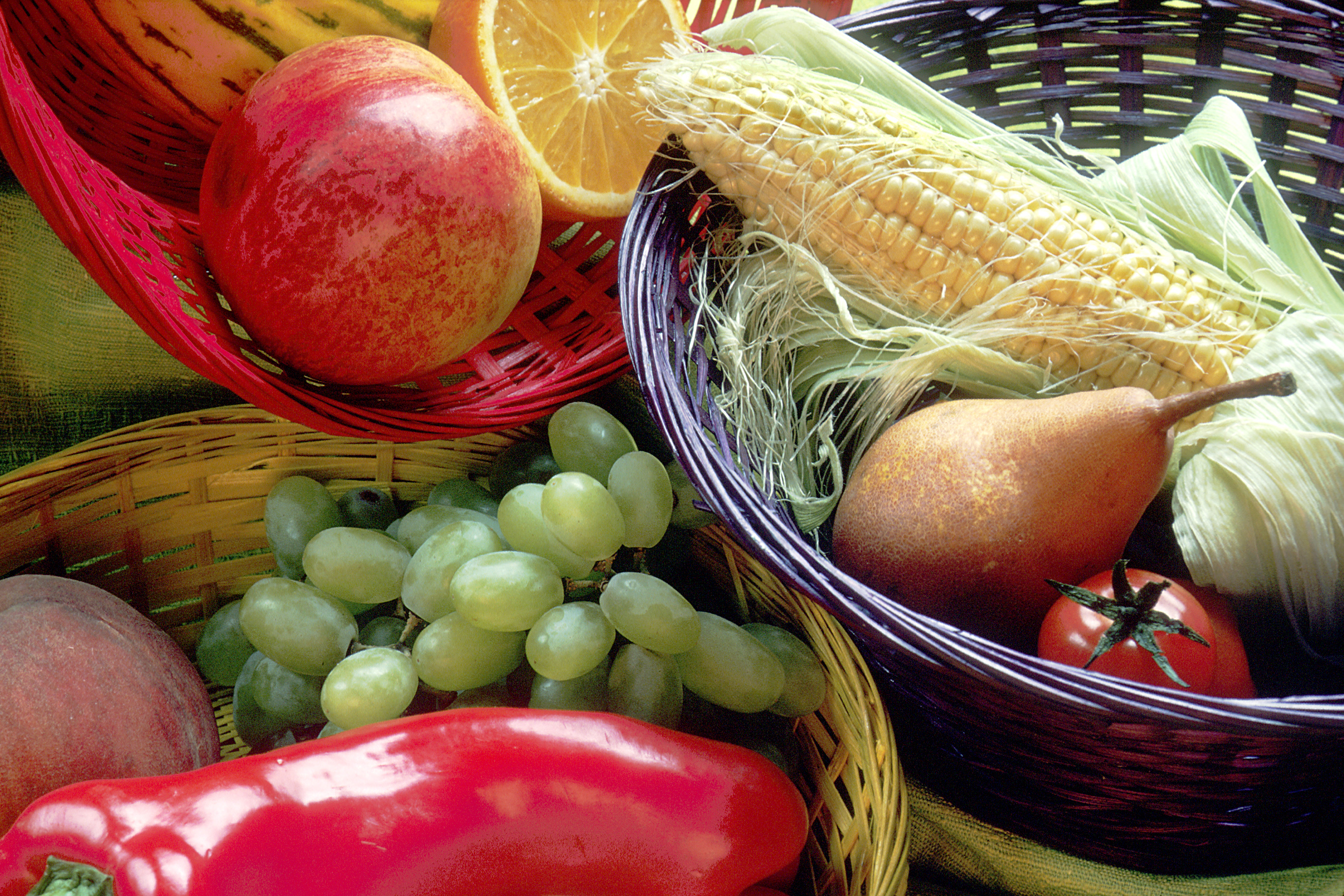
سبزیجات، میوه‌ها و مواد غذایی غنی از فیبر خوراکی اثر محافظتی در برابر سرطان لوزالمعده دارند.

### الکل
الکل عاملِ اصلیِ پانکراتیت مزمن است که به نوبه خود، یک عامل خطرسازِ مهم برای سرطان لوزالمعده است، اما مطالعات فراوان و قابل‌توجهی که بتواند مصرف الکل را به عنوان یک عامل خطرسازِ «مستقیم» برای سرطان لوزالمعده اثبات کند، وجود ندارد. آنچه تاکنون می‌دانیم، آن است که مصرف کم و متوسطِ الکل، خطر ابتلا به سرطان لوزالمعده را مستقیماً افزایش نمی‌دهد. البته مصرف بیش از حدِ الکل، معمولاً با مصرف دخانیات همراه است و ممکن است الکل یک عامل تقویت‌کنندهٔ سرطان‌زاییِ سیگار باشد و خطر سرطان لوزالمعده را بدین ترتیب افزایش دهد. به‌طور کلی، ارتباط میان مصرف الکل و سرطان لوزالمعده به‌طور متداوم ضعیف بوده است و بیشتر پژوهش‌ها هیچ ارتباط مستقیمی میان این دو نشان نداده‌اند و همانطور که اشاره شد، سیگار کشیدن یک عامل مخدوش‌کننده قوی در این مطالعات بوده است. 
ناگفته نماند که شواهد علمی قوی‌تری برای ارتباط سرطان لوزالمعده با نوشیدنِ زیادِ الکل (دست‌کم شش نوشیدنی در روز) وجود دارد. وجود دارد. همچنین در افرادی که به‌طور طولانی‌مدت مقادیر زیادی الکل (بیش از ۳۰ تا ۴۰ گرم اتانول خالص در روز) مصرف می‌کنند، خطر ابتلا به سرطان لوزالمعده زیاد است.

## گروه خونی
گروه خونی A با خطر بالاتر ابتلا به سرطان لوزالمعده مرتبط است. گروه خونی O با خطر کمتر سرطان لوزالمعده در مقایسه با سایر گروه‌های خونی مرتبط است.